# Усманбаш, Ильхан
Ильха́н Усманба́ш (тур. İlhan Usmanbaş; 28 сентября 1921, Стамбул, Османская империя — 30 января 2025, там же) — турецкий композитор, виолончелист, музыковед и педагог. Государственный артист Турции (1971).

## Биография
В 1936 году поступил на музыкальное отделение Галатасарайского лицея, а в 1941 году — в Стамбульскую консерваторию, где занимался по классам виолончели и гармонии (у Джемаля Решит Рея). В 1942—1948 годах учился в Анкарской консерватории по классам композиции (у Хасана Ферита Алнара, позже — у Ахмеда Аднана Сайгуна) и фортепиано (у Ульви Джемаля Эркина). По окончании консерватории преподавал в альма-матер историю музыки; в 1963 году — её директор. В 1974—1976 годах — директор Стамбульской консерватории. В ряде произведений использовал серийную технику. Писал музыку к спектаклям и фильмам. Автор многих статей по проблемам музыкального искусства и рецензий.
Был женат на оперной певице Атыфет Усманбаш (тур. Atıfet Usmanbaş, 1923—2022).
Скончался 30 января 2025 года в возрасте 103 лет.

## Сочинения
- балет «Ощущение» (1973, Стамбул)
- реквием для чтеца, хора и оркестра (1952)
- симфония № 1 (1948)
- симфония № 2 (1950)
- симфониетта (1968)
- симфоническая поэма «Тени» (1964)
- серенада для камерного оркестра (1946)
- концерт для скрипки с оркестром (1947)
- концерт для гобоя с оркестром (1949)
- струнный квартет № 1 (1947)
- струнный квартет № 2 (Квартет-70, 1970)
- 6 прелюдий для фортепиано (1945)
- соната для скрипки соло (1946)

## Награды
- Государственный артист Турции (1971)